# 볼기근

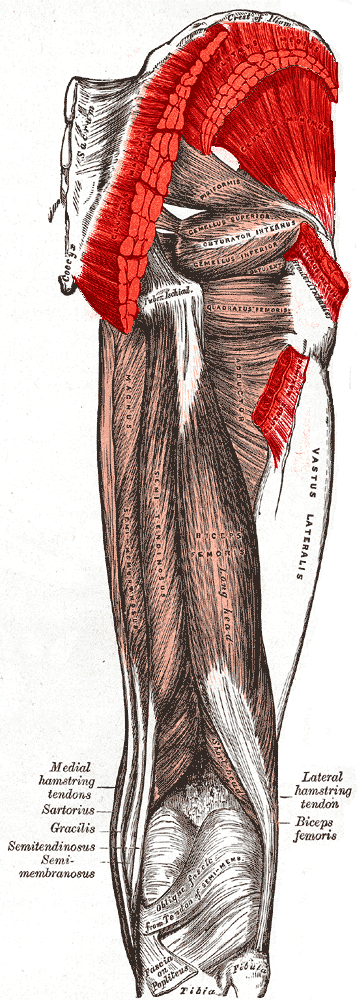

볼기근(gluteal muscle) 또는 둔근(臀筋)은 일반적으로 볼기(buttocks)라고 알려진 볼기 부위(gluteal region)를 형성하는 3개의 골격근 그룹이다. 큰볼기근, 중간볼기근, 작은볼기근이 있다. 이 3개의 근육은 엉덩뼈, 엉치뼈, 넙다리뼈에서 일어난다.
장기간 착석하면 지속적인 압력으로 인해 볼기근의 근위축증으로 이어질 수 있다.

## 같이 보기
- 볼기
- 볼기뼈
- 엉덩 부위